# Georg Fuchs (Schriftsteller)
Johann Georg Peter Fuchs (* 15. Juni 1868 in Beerfelden, Odenwald; † 16. Juni 1949 in München) war ein deutscher Schriftsteller und Theaterleiter. Zu seinem Werk gehören Kommentare, Tragödien, Erlebnisberichte und theoretische Schriften.

## Leben
Georg Fuchs stammte aus einer evangelisch-lutherischen Pfarrerfamilie, er war ein Bruder von Emil Fuchs. Er studierte 1890 bis 1891 Germanistik und Kunstgeschichte an der Universität Gießen und an der Universität Leipzig. Nach dem Abbruch des Studiums wohnte er in München und schrieb Musikkritiken für die Münchner Neuesten Nachrichten. Er war Herausgeber und Mitarbeiter der Allgemeinen Kunst-Chronik.
1892 erschien anonym seine erste kulturpolitische Denkschrift Was erwarten die Hessen von ihrem Großherzog Ernst Ludwig?. Um 1900 arbeitete er in der Darmstädter Künstlerkolonie mit Peter Behrens zusammen, um seine Reformideen zu verwirklichen. 1904 kehrte er nach München zurück.
1907 bis 1909 arbeitete er am Münchner Künstlertheater als Schriftführer und Dramaturg mit. Sein Ziel dabei war die Überwindung des Naturalismus und die Etablierung des Theaterspiels als säkulare Kulthandlung und rauschhaftes Gemeinschaftserlebnis. Fuchs betätigte sich am Theater als Leiter und Dramaturg, ohne seine Vorstellungen verwirklichen zu können. 1910 gründete er in München das Volksfestspiel, welches nach seinen Wünschen eine Gegenwelt zu dem in kommerzielle Interessen verstrickten Theaterbetrieb darstellen sollte.
1916 versuchte er vergeblich, Festspiele in München zu etablieren. 1918 gründete er das Kriegs-Passions-Spiel-Syndikat, mit dem er für Passionsspiele im Sinne der Propaganda warb. Sein 1919 aufgeführtes Passionsspiel Christus wurde von ihm später unter dem Titel Der Heiland umgeschrieben.

### Verschwörung
Im Zuge der Maßnahmen um die Auflösung der Einwohnerwehren 1921 lernte er Augustin Xavier Richert kennen und wurde von diesem für die Rolle des bayrischen Separatisten verpflichtet. Im Rahmen einer Verschwörung nahm er ab Ende Juli 1922 an monatlichen Besprechungen teil. Geplant war, die Regierung Lerchenfeld-Köfering und ab 8. November 1922 die Regierung Knilling zu stürzen und Bayern durch französische Streitkräfte vom Deutschen Reich zu lösen. Der Bayrische Landtag sollte aufgelöst und eine Regierung mit diktatorischen Vollmachten mit Gustav von Kahr, Ernst Pöhner und Franz Ritter von Epp gebildet werden. Die Finanzierung der Verschwörung ging an den Bund Wiking, die Tarnorganisation der Organisation Consul. Regierungsbaumeister Rudolf Schäfer (* 1885), erhielt 35 Millionen Reichsmark, 28.500 Goldmark inflationsbereinigt. Kapitänleutnant Eberhard Kautter erhielt 55 Millionen Reichsmark, 40.000 Goldmark inflationsbereinigt. Im November 1922 wurde als Oberbefehlshaber Generalstabsoffizier Major a. D. Karl Mayr ernannt. Mayr suchte um eine Verlegung des Putschtermins und weitere finanzielle Unterstützung an. Am 28. Februar 1923 wurde das Anliegen Ernst Röhm, Zeugmeister für die Schwarze Reichswehr in München, vorgetragen, worauf neben anderen Fuchs, der Kapellmeister Hugo Machhaus, Redakteur Völkischer Beobachter, Freikorps Oberland, und der Leiter der Münchner Geschäftsstelle des Blücherbundes, Johann Berger, verhaftet wurden.
In einem Prozess vor dem Volksgericht vom Juni bis Juli 1923 unter dem Vorsitz von Georg Neithardt wurde Fuchs zu 12 Jahren Zuchthaus verurteilt. 1927 wurde er aus dem Zuchthaus entlassen.
1928 begnadigt, lebte Fuchs seither als freier Schriftsteller und Publizist.

## Werke
- als Herausgeber: Ernst Elias Niebergall: Dramatische Werke, Gesamtausgabe, 1894, online
- Till Eulenspiegel, Kommentar, 1899
- Manfred, Tragödie, 1902
- Die Schaubühne der Zukunft, 1904
- Hyperion, 1905
- Deutsche Form, 1907
- Die Revolution des Theaters, 1909
- Wir Zuchthäusler, Erinnerungen des Zellengefangenen Nr. 2911, 1931
- Sturm und Drang in München um die Jahrhundertwende, 1936
- Circe, Phantastisches Spiel in drei Aufzügen nach Calderon, 1912